# Фортецца
Фортецца (итал. Fortezza, нем. Franzenfeste Франценфесте) — коммуна в Италии, располагается в регионе Трентино — Альто-Адидже, в провинции Больцано.
Население составляет 892 человека (2008 г.), плотность населения составляет 15 чел./км². Занимает площадь 61 км². Почтовый индекс — 39045. Телефонный код — 0472.
В 2011 году началось строительство Бреннерского 55-километрового железнодорожного туннеля Инсбрук (Австрия) — Фортецца (Италия) через Альпы. После пуска тоннеля через него ежедневно будет проходить 320 грузовых и 80 пассажирских поездов. Стоимость проекта оценивается в 9,7 млрд. евро.

## Демография
Динамика населения: